# Phylolestes
Phylolestes é um género de libelinha da família Synlestidae.
Este género contém as seguintes espécies:
- Phylolestes ethelae